# 閩習
閩習是臺灣清治時期的一種水墨畫風格。閩習的主要風格即是「狂放不羈」，多數學者認為閩習是受到福建籍畫家黃慎的影響而形成的畫風。林朝英、林覺、莊敬夫等清治台灣畫家即為此畫風之代表人物。